# ボンボン坂高校演劇部
『ボンボン坂高校演劇部』（ボンボンざかこうこうえんげきぶ）は、高橋ゆたかによる日本の漫画作品。『週刊少年ジャンプ』（集英社）において、1992年34号から1995年30号まで全142話が連載された。単行本はジャンプ・コミックスから全12巻が刊行。また、2010年4月より文庫版全8巻が刊行された。
また、『オースーパージャンプ』（集英社）2001年12月号に卒業式編「アンコール」が、2010年2月号に「リターンズ!」が読み切りとして掲載された。いずれも文庫版にのみ収録。

## 概要
東京都内の架空の高等学校「時計坂高校」の演劇部が舞台。主人公の少年が、一目惚れした先輩女子生徒から「演劇部の部長（男）と愛し合っている」と誤解され、その誤解が解けるまでの物語が描かれている。
基本は一話完結形式のギャグ漫画である。タイトルに「演劇部」とあるが演劇そのものをテーマとして描いた話は少なく、多くの場合、個性あふれるキャラクターたちによる日々のドタバタを描いている。ハーレムタイプの作品だが、誰もが主人公に恋愛感情を抱いている訳ではない。また、一部の人物とギャグシーンを除けば青年漫画と比べても遜色の無い頭身で描かれており（高橋自身、その後成人向け漫画に移行する）、それを積極的に活用してお色気シーン（学園、演劇という設定を活用したフェチシズムも見られる）やシチュエーションが多く挟まれている。

## あらすじ
時計坂高校に入学した順菜正太郎は、入学式の日に自転車で通りかかった日比野真琴に一目惚れする。ある日、彼女らしき姿を追ってやってきたのは演劇部の部室であったが、その人物は演劇部部長、徳大寺ヒロミ（男）の変装した姿であった。そこで、正太郎は美男子好きのヒロミに目をつけられてしまい、無理矢理演劇部に入部させられそうになる。しかし、真琴も演劇部の部員であることを知った正太郎は、演劇部への入部を決意する。早速真琴にアタックを試みるも、ヒロミの悪質な妨害工作により真琴をはじめとする演劇部員には「正太郎とヒロミは愛し合っている」と誤解されてしまった。正太郎の、前途多難な演劇部としての日々が始まる。

## 登場人物

### 演劇部
順菜正太郎（じゅんな しょうたろう）
本作の主人公で、時計坂高校1年A組の男子生徒。素直で真面目な性格。入学式の日に真琴に一目惚れするが、ヒロミの罠に嵌り裸にされて一緒にいるところを真琴に目撃され、ヒロミと愛し合っていると誤解されてしまう。しかし真琴に恋するあまり、ヒロミが部長を務める演劇部に入部する（多くの男子生徒はヒロミがいるから入部しない）。両親（製薬会社「ラリホー製薬」勤務で社内恋愛、後に結婚）はアマゾンに赴任しているため、両親が帰国するまではラリホー製薬の社宅で一人暮らしをしている。性格は父親、容姿は母親にそれぞれ似ている。ギターが上手いが、絵は下手。しかしハリセンによる突っ込みは本人は自覚していないが神懸かっている。彼の蹴ったボールはなぜか必ずヒロミを直撃する。美男子で女装も板についている。名の通り作中では清純派的な存在であり正義感も強く、自分の高校生活をどん底に叩き落とした張本人であるヒロミが窓の外を見つめて号泣している姿を見たときには悩みを聞こうとするなど（実際は重度の花粉症だった）純粋で思いやりのある性格。しかし大抵の場合そこにつけ込まれ、よくヒロミらに騙されたり撫出肩先生の実験台にされたりしている。ヒロミと愛し合っているという真琴の誤解を解こうと日々奮闘するが、いざとなると真琴の男性恐怖症（後述）のために避けられるようになるのではないかと怖がってしまうこともある。そのため、一度は自らヒロミにキスをしてまで、誤解されたままの状態を保とうとした（しかしそのせいで、甘髪ねねの魔性には気づけずじまいだった）。とてつもなく足が速く、一時的に幼児の体に戻った際にも時速5kmを出せていた。また、水泳もかなり得意。名はショタコンの語源となった金田正太郎に由来する。快活な性格で問題解決において主導的な役割を担わされる点、一人で住んでいる設定などにも共通性を見い出すことが出来る。普段は部長のことを「部長さん」と呼んでいるが、ツッコミを入れる際には「おっさん」と言っている。
徳大寺ヒロミ（とくだいじ ヒロミ）
時計坂高校3年生の男子生徒で、演劇部部長。有名大物美人女優の鳳理津（徳大寺よね子）の息子。2頭身で常人の半分以下の身長、太い眉毛（その内側がなぜか引き出しになっている）、ハート形の唇が特徴で「マユゲ男」と呼ばれることもある。生まれた時は可愛らしい姿であったが、母による演技の猛特訓により毎日のようにハイヒールをぶつけ続けられた結果、現在のような容姿となった（ただし、後述の撫出肩苦重重流の分析によって、男好きかつオカマであるのは遺伝子レベルにまで達していることが判っており、現実世界における性同一性障害である可能性もあるため、一概に母親のスパルタ教育だけが原因とは言えない）。また、幽霊からも「妖怪じみた体」と評される。金銭や宝石などへの独占欲が強く、盗癖もある。戸籍上性別は男であるが、女優として育てられたために女として生きている。美男子好きであり、正太郎と出会ってからは彼に執拗に付き纏っている。郷ひろみの風貌をデフォルメしており、母親との関係、元美少年、性的な面の奔放さといった点も基本線は踏襲しているが、一方で亀頭のような頭の形が設定上の性格とシンクロしている（ジゴロ的な面は後年高橋が生み出した伊達千蔵にも共通）。
人間離れした演技力を持っており、動物や物体（時には液体や気体にも）などさまざまなものに変装でき、それによって動物の言葉を理解することもできる（サルやナメクジなど多岐に渡る）。一度、演技の練習をサボり、だらけていた結果（本来の姿である）美男子の姿になったが、代わりに人間離れした能力は失われていた。直後にセーブした練習を試みるが、その時は右半身だけ2頭身というアンバランスな体になっていた。
眉毛は何にでも応用することができる。武器として使用する他、毛生え薬で眉毛を伸ばして羽として応用して空を飛んだり、右と左を併せて携帯電話として使用することもできる。
こと演技に関しては真剣そのもので、その実力は、自身が（母親のコネで）出演したドラマの監督も認めるほどである。また、演技指導ともなれば、相手が正太郎であっても妥協を許さないスパルタぶりを発揮する。しかし一方で、部費を自分の衣装代に着服しており、その行為は部の財政難の原因になっている。
悪巧みに関しては非常に頭が回り、正太郎を我がモノとするため日々策略を巡らせている。また、真琴が張り倒した真琴ファンクラブ会員の中から自分好みの生徒をピックアップして「つまみ食い」している（本人曰く『漁夫の利』）。さらに真琴の誕生日には会員達が渡そうとしてぶっ飛ばされたプレゼントを片っ端からネコババしている。正太郎から地獄行きを警告されてもなお、蜘蛛の糸の伝説に因んだ屁理屈を弄し、まるで堪えなかった。
日比野真琴（ひびの まこと）
時計坂高校2年生の女子生徒で、演劇部副部長。時計坂高校のアイドル的存在であり、本人非公認のファンクラブも存在する。自宅は母が営むお好み焼き屋の「根性亭」。幼い頃に父の浮気が原因で両親が離婚しており、それがトラウマとなり男嫌いとなっている。そのため、男に少しでも触れられると反射的にパンチ（正確にはコークスクリューパンチ）で吹っ飛ばしてしまう。ただし、幼い子供や本人が女好きでないと認めている男（ヒロミ、ナルシスなど）、真琴自身が異性愛者ではないと認識した男（正太郎）に対しては触れても平気である。ビルから落ちかかっている男性の手を掴んで引き上げたこともあるが、救助後に手を握られた際にぶっ飛ばしてしまったため「緊急時のみ平気」ということも判明している。また、作中、数少ない例外としては正太郎と、乗客がほとんど男性客の満員電車に下車目的の駅まですし詰め状態で乗る羽目になった回があるが、上記の衝動は何とか抑えることができ、目的地に辿り着いた。一方で離婚の当事者である母自身は傷ついてはおらず、性に対して積極的な傾向も失われていない。真琴は正反対のウブな性格のためか、母からはよく性的なからかいを受けている。アルコールに極端に弱く、酒の匂いを嗅いだだけでも酔って凶暴化する。正太郎が他の女性と親しげにしていると平常心を失ったり不機嫌になるなど彼に好意を寄せているような描写もあるが、本人は至って無自覚である。他人の性的な言動・傾向に対しても厳しいが、傷ついた者には最大限の優しさを見せる。やや勝気な性格ゆえに連載が進むにつれ超人化し、パンチ一発で部長を宇宙に飛ばしてしまった（この頃にはコークスクリューパンチも、過激な撮影メニューにも耐えられる体力を持つ男優さえ、病院送りにするほどの威力となっていた）。また、連載が進むにつれ、とてつもなく足が速い等の設定が加えられたが、これらは正太郎などにも共通し、ギャグ的要素が強くなってしまった。脚の長さは体の半分を占めるほど。当初は水に対する恐怖から泳げなかったが、正太郎の協力で克服している。名前通りの清純派的な性格ではあるが、ストーリー的にはそれ故に正太郎と同じく弄られ役に回ることが多く、撫出肩先生の実験台になった結果、同性に手を出したこともある。毎朝のようにファンクラブの会員達に校門で待ち伏せされるも寄ってきたそばから殴り飛ばしており、ノックアウトされた美形の生徒はヒロミの餌食となっている。ひいき球団は横浜だが、連載開始時点ではまだ「大洋」だったため、単行本化に際し該当する台詞が差し替えられている。
観月リサ（かんづき リサ）
時計坂高校1年A組の女子生徒で、正太郎のクラスメート。当初はとてつもない肥満体だったが、階段から転げ落ちたところを正太郎に助けられたのをきっかけに彼に惚れ、恋煩いのために寝込んだ結果、一週間で急激に痩せ、別人のような容姿の変貌ぶりに正太郎も衝撃を受けている。ただし痩せた後も食欲は他の家族と遜色のないレベルで、時には家族も驚くほど食べることもある。ヒロミによって正太郎がヒロミを愛していると誤解させられ、正太郎の好意を自分に向けさせるべく演劇部に入部し、正太郎に体を張った様々なアタックを仕掛ける。負けず嫌いでヒロミとよく張り合うが、泣き虫な面もあり、轟が自宅の物品整理を手伝った正太郎たちに寿司を奢る回で、泣き出す様子を見た有紀は「嬉しくても、悲しくてもビービーうるさい女」と評している。編み物は絶望的に下手。視力はすこぶる悪く、裸眼では弱視レベルでコンタクトを使用している。彼女の一家はペット（雄ネコ）のタクヤも含めて皆非常に太っており、正太郎が自宅を訪ねた回では、その容姿を見た母親がかつての娘同様、太らせようと差し出した大量の菓子や、おにぎり、最後には串ダンゴ（いずれも、二人分の山盛り）を全て、媚を売るリサの策略で、無理矢理完食させられたタクヤは最後には、仰向けになったまま、悲鳴を上げている。両親、弟の総重量だけで約0.5トンあり、階段が家族の重みで抜けるため、鉄板張りとなっていて、部屋の襖は父親の腹部が擦れ、模様のようになっている。正太郎の蹴り球と同様に、彼女の振った釣竿もなぜか必ずヒロミにひっかかる。連載当初は気の強い美少女キャラであったが、話数を経るごとにおっとりした天然キャラへと変貌していった。また、激痩せ後、以前のような体型に戻ることはなくなったが、連載終盤、体重が戻り始めた矢先、ヒロミの提案した「闇鍋パーティー」ではほとんどの部員が具材とは思えないものばかりを手にする中、高級ハムやチーズなど高カロリーな食材ばかりを掴み、最後は自身が持参した「下剤」をヒロミの指示で鍋に投入、ほとんどの部員が下痢に襲われる中、投入した自身だけが罹患しないと言う強運（別の意味で悪運？）の持ち主でもある。なお連載終盤で、ある少年（顔は出ていなかったが、真琴によると正太郎に似ているらしい）に告白されてお互いに両想いとなり、正太郎への気持ちを断ち切ることとなった。キャラクターのモデルは観月ありさ。
ナルシス・ナニーニ
時計坂高校2年生の男子生徒で、演劇部員。他の生徒とは違い、金ボタン式の黒い学ランではなく、ボタンなしの白い学ランを着ている。自分自身を何よりも愛しており、寝る時も布団の周りに鏡をいくつも置いているナルシスト（言い方を変えればアセクシャル）である。たとえ禿げ頭のカツラをかぶろうと、醜男のメイクをしようと、それが自分の姿である限り必ず美しいと思ってしまう。自分の美を傷つけられたり、ヒロミと見間違われたりするとショックで放心し塞ぎ込む。見た目に反して殺人的な音痴だが、わざとヘタに歌うと「ミラクルエンジェルボイス」と称されるほどの美声になる（つまり、彼自身が思う「美声」が一般人とは正反対）。自分にしか興味がないため真琴から殴られない数少ない人物。父はイタリア人で有名なファッションデザイナーであり、親日家のナニガ・ナニーニ、母はナルシス似の美人でフランス人。一時は捨て子疑惑も浮上した。
春日春（かすが しゅん）
時計坂高校3年生の男子生徒。勉強もスポーツも優秀な美男子で、多くの女子生徒の憧れの的である。かつて演劇部に入部したが、同時に入部したヒロミに付き纏われたため、耐え切れず退部した。3年生になってから真琴のハートを射止めるべく再び演劇部に入部するが、これは正太郎を自分のものにしたいヒロミと利害が一致したため。極端なまでの潔癖症で、旅行先には携帯用の無菌室セットを携行するほど。不潔なものやそれを媒介する生物に遭遇するとパニックを起こす故に、部員が体調を崩した際、ヒロミの手術の執刀を拒否、局部麻酔を施し、自ら執刀するよう指示している。父は医師で「春日総合病院」の院長を務める。内密であるが、彼自身も高校生ながら既に医療の現場に立ち指揮を執ることがある。1年時に演劇部に入部したのは女子が多いからであることや、真琴を忘れるために無数の女子と付き合ったことなど、基本的に女好き。他の男子生徒たちに漏れず真琴に殴られる対象であるが、初登場時にはコークスクリューをかわすなど（実際はかすっており大出血した）高い運動神経の持ち主。が、後々真琴のパンチのキレも上昇したためかわせなくなった。その後も真琴にアタックするたび殴り飛ばされ続けた結果、連載後半でマゾヒズムが開花。己の変態的な一面を受け入れられず深く苦悩する。最終回近くでは甘髪ねねと付き合うことになった。
撫出肩苦重重流（なでがた くええる）
時計坂高校演劇部の顧問。名前は当時のアメリカ副大統領から取られている。IQ195と頭は良いが、普段から非常に存在感が薄く内気な性格で、踏まれても気付かれないほどである。存在感が薄いのをいいことに、女子生徒のパンチラ写真の盗撮を趣味としている（この行動は「カシャカシャオバケ」という怪談にされている）。様々な薬品や機械などを発明しては演劇部員を利用して実験を試みるが、そのほとんどが失敗に終わっている（成功例としては、実験で正太郎に飲ませた際の「若返り薬」のみで、それも一時的なもの。水虫治療の機器を発明したつもりが演劇部部室ごとタイムスリップさせたこともある）。既婚者であり恐妻家らしい。頭頂の中央が禿げており、七三分けのような髪型にすることでごまかしている。
職員室では轟蝶子の隣の机であるが、演劇部で会うまでは全く認識されていなかった。
演劇部の2年生女子コンビ（仮）
時計坂高校演劇部に所属する2年生女子2人組。背の高いほうはキュウリ、ポッチャリ体型のほうは茄子のような輪郭の顔をしている。準レギュラーで出番も多かったが、何故か最後まで名前が出てくることは無かった（いわゆるモブキャラ）。基本的にはその他の部員と同じ役回りだが、真琴との絡みが多かった。背の高い方は撫出肩が顧問だったことに2年も気付かなかったと語っている。
彼女たちも含め、演劇部の女子は真琴とリサを除いて全員が春のファンで、最後までとりあっていた。また、正太郎が同性愛者でないことに気づいていたが、困っているところや必死で誤解を解こうとしているところを面白半分で見物しているため知らないフリをし、終盤そのことを話した時に正太郎の怒りを買うことになった。ただし、制裁などを受けたかどうかは不明。

### 演劇部以外の生徒・教師
一本木鯉三（いっぽんぎ こいぞう）
時計坂高校3年生の男子生徒で、応援団の団長。他の団員は鯉三のシゴキに耐え切れずに辞めてしまい、現在団員は彼一人だけ。真琴に惚れ、度々演劇部に関わってくる。ヒロミとは普通に親しい。硬派を自称するが、ロッカーに隠れて演劇部女子の着替えを覗いていたこともある。昔気質な男だけあって、想像するギャグも古臭い。演劇部の女子部員からは人気がないが、真琴だけは彼に好意的に接する。常に日本刀を携帯している。服装は5つボタンの長ラン。
序盤は準レギュラー的な存在だったが中盤以降はほとんど登場しなくなり、久し振りに登場した時は演劇部のメンバーに忘れられていた。しかし、終盤では彼と春日春の会話が、真琴に正太郎への誤解を解くきっかけを与える。
炎もえる（ほのお もえる）
時計坂高校3年生の男子生徒で、サッカー部の部長。根性第一主義者で部員からも「旧日本帝国軍のような人」と評される。部員のうち4人がヒロミにハンマーで殴られて怪我をしたため、演劇部に償い（ヒロミ曰く《前後の脈絡から》「副部長《真琴》の尻拭い」だが、正太郎が怒って「オッサン《ヒロミ》）の尻拭いでしょうが！」と突っ込みを入れた）を要求する。それに応じるため、ヒロミ・鯉三・春・正太郎が助っ人としてサッカーの試合に出場する。その試合では強敵と当たるが、正太郎の蹴り球が必ずヒロミに当たる現象を作戦に使い、それが功を奏して勝利した。その後、轟蝶子の「生活指導」を受けたサッカー経験者の不良生徒を、部員に受け入れている。
三輪友紀（みわ ゆうき）
時計坂高校2年生の女子生徒。戸籍上は女であるが、男として生きており（父親の教育によって後天的に形成された性格であるかのような描写がなされているが、本人は自身を男だと思い込んでいる）、いわゆるおなべである。男子の制服を着て男言葉を使っている。演劇の練習のために女装した正太郎を女だと勘違いし惚れ、正太郎が男であると判明した後も彼に執着する。実家は寿司屋の「どがんこ寿司」で、父親が来客とトラブルを起こし、警察に連行された際には店を手伝っている描写があるが、来店者には専ら手づかみでの喫食をさせており、箸を求めた男性客には激怒して追い返す。また、轟の家から指輪を失敬し、口の中に隠したヒロミが一言も喋らず、挙句の果てに口ではなく、鼻でネタを食べる奇行を見て、異変に気づき、ワサビを両方の鼻の穴に詰め、指輪を吐き出させる荒行も見せる。父親も気が早い。実戦空手4段。真琴は当初、友紀をその服装から男子であると思い込んでいたが、肉体が女性であるため触れられてもコークスクリューが出なかった。キャラクターのモデルは内田有紀。
甘髪ねね（あまがみ ねね）
時計坂高校3年生の女子生徒。何人もの男を次から次へと好きになっては他の男に乗り換えた上に破滅させる魔性の女。そのため、様々な所から恨みを買うので、ある程度護身するための術を会得している。ある日正太郎を好きになり、執拗な色仕掛けで彼を誑し込もうとする。好きな男のタイプがヒロミと共通しており、ヒロミは彼女に男を奪われるごとに彼女への復讐をしようとしてきたが、常にヒロミの一歩上を行くねねによってことごとく失敗に終わっている。正太郎は最後まで彼女の魔性に気付かなかった。最終話では春日と交際しており、嫉妬に駆られた多数の女生徒から追い回されていた。
轟蝶子（とどろき ちょうこ）
時計坂高校の生活指導担当の女性教諭。真琴のクラスでは英語を担当している。彼女も正太郎がヒロミと愛し合っていると誤解しており、正太郎をゲイの道から引き戻すため、その身をもって女性の魅力を味わわせようと過激な「生活指導」を行う。その様子は周囲からはセクハラ行為にしか見えないが、その熱意に同僚の教員達も感服し口を出す者はいない。生徒への指導は厳しいが、自分は時折指導室で酒を飲んだり、時に二日酔いで授業を自習にするなど、いい加減な性格。しかし、男子生徒からは美貌で、女子生徒からは主に性に関する良き相談相手として慕われ、彼女が受け持つクラスの成績は目を見張る成績を誇る。その美貌のため男性からの貢ぎ物には事欠かないが、全て質屋で換金している（本人曰く「にわか成金は相手にしない主義」）。なお、作中で一度、野グソをしてしまった（そのブツをヒロミに探されるもどうにか阻止した）。また、健康のために下着を上下とも着用しないのを主義としているにもかかわらず、スカートの前部にスリットを入れるという暴挙に出たこともある。問題生徒に対して独自にブラックリストを作成し、正太郎も誤解からそれに載せている。真琴は載っていないが、その男性恐怖症について、またそれにより殴り飛ばされ失神した男子生徒がヒロミの餌食になっている事態を問題視していた。正太郎の前で「超アブない水着」と題したスリングショット水着（尻に紐が食い込んだV字水着）で悩殺したこともある。
串田りえ子（くしだ りえこ）
時計坂高校の女性教諭で正太郎の担任。名前は楠田枝里子から。眼鏡をかけた顔が似ているためか、生徒の間で「ウルトラの母」と呼ばれている。ヒロミにイエティの名をウンタマとさせるきっかけを与えた。35歳独身。
金銀銅鉄（きんぎんどうてつ）
時計坂高校の校長。教育の鬼とも言われる教育の第一人者である模様。眼力でプールサイドを破壊したり、活を入れ死んだピラニアを生き返らせたり、私語をしていた生徒を失神させるなど、無茶苦茶なパワーを持ち、生徒からも「恐ろしいお人だぜ」と恐れられるほどである。

### その他
徳大寺クルミ（とくだいじ クルミ）
ヒロミの妹で、小学一年生。母から特訓を受けることが無かったため、兄とは似ても似つかない可愛らしい容姿（ただし兄の外見は後天的に形成されたもので、本来の姿は美形）をしている。川で溺れたところを正太郎に助けられて一目惚れし、彼を巡って兄と対立することになる。大物女優の娘であるため、誘拐されたこともあり、兄らの協力で解放されるもその際も、ぶっきら棒な口調ながら、感謝の言葉を述べるなど、連載終了まで何かにつけて兄妹ケンカする場面がある。
鳳理津（おおとり りず）
アメリカでオスカー像を3回も手にし、映画一本のギャラが数十億にも上る世界的名女優。通称リズ、本名は徳大寺よね子（とくだいじ よねこ）。ヒロミ、クルミの母親。ヒロミに天性の才能を見出して特訓をつけるが、合格点に至らない演戯にはスチール製の机を叩き割る程の威力でハイヒールを投げつけるスパルタ教育という壮絶なものだった。そのため、赤ん坊の頃は可愛らしかったヒロミも、2頭身の不細工になってしまっている。しかし、彼女自身は自分の過ちには気づいていない。息子であるヒロミを自分自身の業界における権力で女優にするなどと発言したり、実際に人気番組『純愛バイオレンス刑事』のプロデューサーに圧力をかけてヒロミを出演させたりと、正太郎曰くけっこう無茶苦茶な人物である。ヒロミの様子を見に演劇部に立ち寄った際に真琴の演技を気に入り、スーツケースに詰め込んで連れて行こうとするも正太郎に阻止された。
ウンタマ
ヒロミに懐くようになったイエティ。性別はオス。「ミュー」と鳴く。非常に高い知能を持っており、チベットの山奥で捕獲されるも自ら檻を解錠して脱走した。街を彷徨っていたところ弁当を恵んでくれたヒロミに懐く。当初ヒロミはウンタマの言葉を理解できなかったが、後に理解できるようになり、彼のペットとなる。駄洒落好き。「ウンタマ」という名前は、卵のような形の排泄物を出すことからヒロミが命名し、正太郎もこの名で呼んでいるが、ヒロミから命名の由来を告げられた直後は拒否反応を示していたが、その後は受け入れた模様。リサの愛猫・タクヤとはケンカするほど、相性が悪いが、失火で焼失した衣装の代わりにお互いの全身の体毛と正太郎の髪の毛の一部を代用するなど、協力し合う部分もある。
大桜山之小路丸蘭子（おおさくらやまのこうじまる らんこ）
青聖学園2年生の女子生徒で、演劇部部長。自身の人気を奪った真琴に対抗意識を燃やし、様々な妨害工作を企むが、自分の失態を身を挺してまでかばった真琴の人柄を認め、妨害をやめることにした（その際も「誰がなんと言おうと自分が一番の美少女」と強がりを言っていたが）。

## 背景その他
基本的に世田谷区の小田急小田原線近辺が風景として用いられていることが多い。連載当時小田急電鉄は同区内にて複々線化工事を実施しつつあり、工事用地の看板がそのまま描かれたシーン、地上時代の経堂駅ホームなども場面切替の合間のカットに使われている。また、東急世田谷線沿線の風景も登場する。渋谷へ小道具のための買い物に行くシーンなども描かれた。同線沿線は実際に成城学園のような高級住宅街を抱え、芸能人も多く居住し、スタジオなども存在することから、その意味では作品にリアリティを与えるものであったとも言える。情景の定番として、複線の鉄道線路が切通しで貫く丘の片側の道路を、正太郎たちが通学などで通るという絵がよくあり、印象的であった。
連載が進むにつれて時計坂高校の制服なども風俗の変化による変更が加えられた。連載後半では当時流行したミニスカート化やルーズソックスが女子生徒に反映されている。なお、お色気の一環として体操服のシーンが良く見られたが、体操シャツの袖はブラウスなどと同じく腕の付け根で胴の部分と縫い合わせる比較的少数派のタイプであり、袖の色を変えることでアクセントが付けられるなど、工夫が見られる。体操服の上に長袖トレーナーを着たバリエーションもあるが、その場合も下半身はブルマーのまま。
その一方で、作中に登場する『バイオレンス刑事』を巡って登校中の学生達がその話題で持ちきりになるなど、1980年代以前の流行に見られたパターンをモチーフに取り入れている場面もある。

## オマケ漫画

### たれめくん
単行本のおまけページに収録された1ページ漫画。
たれめくん
目が垂れている少年。純情。たまに怒る。
キラちゃん
目がキラキラしている少女。腹黒い。

### わん! わん! クンクン
単行本のおまけページに収録された4コマ漫画。『ボンボン坂高校演劇部』の連載以前に『ブイジャンプ』に連載されていた。
クンクン
世界でただ一匹の言葉を話す犬、鳥など全ての動物の言葉が理解できる。二足歩行で歩き、前足は手として使える。途轍もなく分厚い頭蓋骨の持ち主であり、代わりに脳味噌の容量は極少。レントゲン写真を撮影された際に脳味噌のことを脳腫瘍であると純に間違われた。
玉子屋純くん（じゅん）
クンクンに振り回される少年。小学3年生。勉強は出来ないがいつもクンクンと遊んでいる。
うさぎ姉さん
バニー耳のカチューシャを付けている、純くんのお姉さん。中学2年。当初は髪が長かったが失恋で髪を切った。料理が苦手。クンクンに間違った知識を教えたり首を切ろうとしたりうんこを食べさせたりするなど、性格に難がある。
お父さん・お母さん
純くんの両親。お母さんはクンクンに腐った料理を食べさせたこともあり(毒味させた)、やはり性格に難がある。お父さんは割とまとも。

## 単行本
単行本の表紙イラストは、『ピーター・パン』や『西遊記』などの物語をモチーフにしたものが多く、本作のキャラクターがそれらの話のキャラクターに扮装している姿が描かれている。また、1巻のおまけページには1ページ漫画「たれめくん」、2巻以降には4コマ漫画「わん! わん! クンクン」が掲載されている。
1. 正太郎くん 天使と悪魔に出会う!! の巻（1993年1月7日、ISBN 4-08-871706-6）
2. パニックIN職員室の巻（1993年4月2日、ISBN 4-08-871707-4）
3. 高校教師・時計坂高校の場合の巻（1993年6月4日、ISBN 4-08-871708-2）
4. ライバルは史上最強! の巻（1993年9月3日、ISBN 4-08-871709-0）
5. 白亜紀より愛を込めての巻（1993年12月2日、ISBN 4-08-871710-4）
6. 伝説のスシ屋バトルの巻（1994年4月4日、ISBN 4-08-871225-0）
7. 越中富山の若返り薬の巻（1994年8月4日、ISBN 4-08-871226-9）
8. 宇宙からこんにちはの巻（1994年11月4日、ISBN 4-08-871227-7）
9. 星になった約束の巻（1995年2月3日、ISBN 4-08-871228-5）
10. 忘れじのHoly Night! の巻（1995年4月4日、ISBN 4-08-871229-3）
11. 悪魔はどっちだ!? の巻（1995年6月2日、ISBN 4-08-871230-7）
12. 最後の扉はカーテンコールの巻（1995年9月4日、ISBN 4-08-871771-6）

集英社文庫
1. 2010年4月16日、ISBN 978-4-08-619124-1
2. 2010年4月16日、ISBN 978-4-08-619125-8
3. 2010年5月18日、ISBN 978-4-08-619126-5
4. 2010年6月18日、ISBN 978-4-08-619127-2
5. 2010年7月16日、ISBN 978-4-08-619128-9
6. 2010年8月16日、ISBN 978-4-08-619129-6
7. 2010年9月17日、ISBN 978-4-08-619130-2
8. 2010年10月15日、ISBN 978-4-08-619131-9